# Mathias
Mathias er et drengenavn. Navnet stammer fra det hebraiske navn Mattithaih, der betyder "Guds gave" eller "gave fra Gud". Navnet kendes fra Det Nye Testamente i Bibelen, hvor Jesu discipel Mathias blev apostel i stedet for forræderen Judas.
Navnet kendes i en række varianter, herunder: Matias, Matthias, Mattias, Matti, Mattia, Mathies, Mathiaes, Mathis, Mattis og Matthæus samt den engelske variant Matthew. Mere end 20.700 danskere bærer et af disse navne ifølge Danmarks Statistik. Ikke mindst i 1990'erne og 2000'erne har navnet været populært og toppede listen over navne til nyfødte drenge i flere år.
Navnet Mads stammer også fra Mathias. Nogle af formerne forekommer endvidere som efternavne.

## Kendte personer med navnet

### Fornavn
- Matt Kolstrup, dansk sanger.
- Matthæus, bibelsk apostel.
- Matthias, tysk-romersk kejser.
- Matti Bergström, svensk læge.
- Matti Breschel, dansk cykelrytter.
- Matthew Broderick, amerikansk skuespiller.
- Mattias Jonson, svensk fodboldspiller.
- Matthias Kessler, tysk cykelrytter.
- Matthew McConaughey, amerikansk skuespiller.
- Matthew Perry, amerikansk skuespiller.
- Kimi Matias Räikkönen, finsk racerkører.
- Mathias Rust, tysk amatørflyver.
- Matti Vanhanen, finsk politiker og statsminister.
- Mattias Tesfaye, dansk udlændinge- og integrationsminister.
- Mathias Kiwanuka, amerikask footballspiller.
- Mathias Jensen, dansk fodboldspiller.
- Mathias Gidsel, dansk håndboldspiller.

### Efternavn
- Johnny Mathis, amerikansk sanger.
- Lothar Matthäus, tysk fodboldspiller.

## Navnet anvendt i fiktion
- Silas møder Matti er titlen på en børnebog fra 1979 af Cecil Bødker.
- Mathis der Maler er titlen på en opera fra 1934 af Paul Hindemith.
- René Mathis er en figur i romanen og filmatiseringerne af Casino Royale med James Bond.
- Matti er en central figur i romanen og filmatiseringen af Populærmusik fra Vittula af Mikael Niemi.
- Herr Puntila und sein Knecht Matti er et teaterstykke fra 1940 af Bertolt Brecht.

## Andre anvendelser
- Flere stednavne er opkaldt efter apostlen Matthæus, herunder:
  - Sankt Matthæus Sogn i København.
  - Sct. Mathias Centret er et indkøbscenter i Viborg.